# Antonio de Nebrija
Elio Antonio de Nebrija, nato Antonio Martínez de Calá y Xarava (Lebrija, 1441 – Alcalá de Henares, 5 luglio 1522), è stato un umanista, pedagogo e grammatico spagnolo.
Scrisse anche opere minori sul diritto, sui numeri e sulla botanica.
È conosciuto anche come Antonio de Lebrija (o Antonio Nebrissense; in latino Antonius Nebrissensis nell'edizione delle Introductiones Latinae del 1501, oppure Antonio Lebrissense, in latino Antonius Lebrixensis nell'edizione del 1481 della stessa opera).

## Biografia

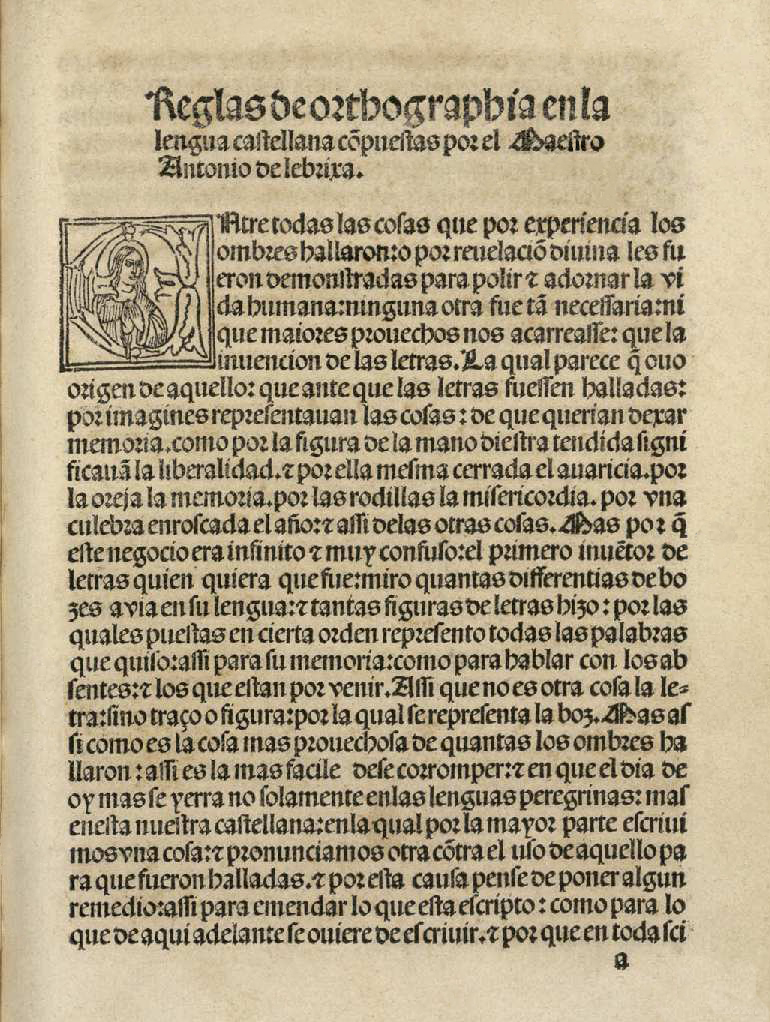
Reglas de orthographia en la lengua castellana, 1517.

Antonio Martínez de Cala y Jarana nacque nell'antica Nebrissa Veneria, l'attuale Lebrija (Siviglia), nel 1441 (o 1444). Intraprese i suoi studi prima a Salamanca, poi, a partire dai 19 anni, in Italia, nel collegio di Spagna di Bologna. Qui, oltre agli insegnamenti del grammatico Martino Galeotto, ricevette una formazione generale, dalla teologia, al diritto, alla medicina.
Una volta tornato in Spagna, adottò il soprannome Elio e il cognome Nebrija, dal nome latino della sua città natale. Inizialmente si occupò della formazione del nipote dell'arcivescovo di Siviglia Alonso I de Fonseca y Ulloa, poi, nel 1475, divenne professore di Oratoria e Poesia all'Università di Salamanca, dove, l'anno successivo, ottenne la cattedra di Grammatica. Nel 1481 pubblicò le Introductiones Latinae. Nel 1487, dopo essersi messo al servizio del suo antico discepolo, il mecenate Juan de Zúñiga y Pimentel, lasciò l'Università e la città di Salamanca, potendosi così consacrare agli studi filologici. Scrisse il Diccionario latín-español e La Gramática de la Lengua Castellana nel 1492, il Vocabulario español-latín nel 1495. Nel 1499 scrisse I'opera Cosmographiae libros introductorium. 
Nel 1502 iniziò a lavorare alla Bibbia poliglotta; il suo tentativo di modifica del testo della Vulgata incontrò però la forte opposizione dei difensori del criterio teologico che lo portarono ad abbandonare il lavoro e a scrivere l'Apologia.
Lavorò un anno a Siviglia occupando la cattedra di San Miguel e poi, dal 1514 al 1522, grazie al suo rapporto con il cardinale Francisco Jiménez de Cisneros, occupò la cattedra di Retorica dell'Università di Alcalá. Nel 1517 scrisse l'opera Reglas de orthographía en la lengua castellana, l'anno successivo scrisse Pueriles introductiones e preparò un'edizione corretta delle Introductiones, che fu pubblicata postuma. Morì ad Alcalá il 2 luglio 1522.

## Opere

### Opere grammaticali

#### La Gramática de la Lengua Castellana
La Gramática de la Lengua Castellana venne pubblicata nel 1492, anno in cui i re cattolici Isabella di Castiglia e Ferdinando d'Aragona portarono a termine l'unificazione della Spagna. All'epoca, il castigliano era considerato una lingua inferiore rispetto al latino, ma risultava indispensabile per due diverse ragioni: la creazione di coesione interna e di un'identità nazionale e la sua funzione di strumento di potere, in particolare nel processo di "castiglianizzazione" delle colonie americane.
La Gramática è una pietra miliare nella storia della lingua spagnola. Fu rivoluzionaria per la forma, per il contenuto e perché fu il primo tentativo di codificazione della lingua spagnola. Costituì, infatti, il primo esempio di grammatica di una lingua moderna. Il modello di Nebrija venne seguito dagli autori anonimi di Lovanio (1555; 1559), da Cristóbal de Villalón (Anversa, 1558), da Giovanni Mario Alessandri d'Urbino (1560) e da Giovanni Miranda (1566), che nei loro testi conservarono la stessa struttura della grammatica nebrissense.
È composta da cinque libri. Il primo tratta di ortografia, il secondo di prosodia e sillaba, il terzo di etimologia e parti del discorso, il quarto di sintassi e stilistica e il quinto, De las introduciones de la lengua castellana para los que de estraña lengua querrán deprender, una grammatica per stranieri.
Tra le intuizioni più importanti di Nebrija vi fu la percezione della relazione sintattica tra aggettivo e avverbio. L'aggettivo viene accostato al sostantivo per esprimerne una qualità, allo stesso modo l'avverbio viene accostato al verbo per indicare una circostanza.. Un altro elemento di interesse riguarda il tipo di definizione data alle congiunzioni, che è di natura sintattica.
Alcune ambiguità presenti nel testo di Nebrija, come la confusione tra i termini "sintassi" e "costruzione" ("sintaxis" y "construcción"), perdurarono fino agli inizi del secolo XX. Altri termini utilizzati in modo ambiguo furono "proposizione" e "discorso" ("cláusula" y "oración"). Nebrija utilizzò i termini "enunciato", "discorso" e "proposizione" ("sentencia", "oración" y "cláusula") per riferirsi allo stesso concetto grammaticale. Tale ambiguità persisterà fino alla grammatica della Real Academia Española del 1781.
Nel prologo vengono elencati gli obiettivi del testo, tra questi vi sono il consolidamento della lingua attraverso precise regole, la sua nobilitazione per elevarla al livello del latino e il tentativo di evitare una corruzione simile a quella subita dal latino. Secondo Nebrija, codificare e fissare determinate regole grammaticali avrebbe permesso la persistenza e il mantenimento della lingua. Inoltre, Nebrija era cosciente dell'importanza politica della lingua castigliana, tanto da definirla "compañera del imperio".

#### Introductiones
Le Introductiones latinae (1481) nascono come manuale di riferimento per l'insegnamento del latino. La prima edizione contava mille copie; da quella prese avvio una serie di edizioni che rese quest'opera un modello per la descrizione linguistica. Nella sezione finale delle Introductiones, l'autore inserì una serie di voci, chiamata «Dictiones quae per artem sparguntur», il cui contenuto venne modificato nelle edizioni successive, tramite l'aggiunta di elementi nuovi o delle traduzioni in lingua spagnola di voci latine o greche. In alcune edizioni di questo libro, vi sono delle sezioni dedicate all'ortografia greca (De litteris graecis, Jorge Coci, Zaragoza, [1507]) e ebraica (De litteris hebraicis).
Le Introducciones Latinas contrapuesto el romance al latin (1487) sono una traduzione in lingua spagnola delle Introductiones. Fu commissionata nel 1485 da Isabella la Cattolica tramite Hernando de Talavera, in seguito Vescovo di Granada e confessore della regina, con il fine di insegnare il latino alle monache. Venne pubblicata con il titolo Introducciones Latinas contrapuesto el romance al latín, para que con facilidad puedan aprender todos, y principalmente las religiosas, y otras mugeres dedicadas á Dios / que para este fin mandó hacer S.A. la Reyna Católica Doña Isabel al maestro Antonio de Nebrija. Le Introductiones vennero tradotte affinché l'insegnamento del latino potesse raggiungere un numero maggiore di persone. Ad ogni modo, non riscossero un grande successo, e non furono più riprodotte fino al 1773.

### Opere lessicografiche

#### Dizionario latino-spagnolo(1492)
El Dizionario latino-spagnolo è noto anche come Lexicon hoc est Dictionarium ex sermone latino in hispaniensem, ed è un dizionario latino tradotto in spagnolo.
Fu elaborato con l'appoggio di Juan de Zúñiga (1465 - 1504). La sua prima edizione constava di 28 000 voci. Il Dizionario fu una grande innovazione nell'ambito della lessicografia e diventò un modello per gli autori delle opere di lessicografia seguenti.
Insieme a Lucio Cristoforo Scobar, si pubblicò a Venezia nel 1520,  il Lexicon, dizionario latino-siciliano-spagnolo.

#### Vocabolario spagnolo-latino(ca. 1495)
La data in cui fu composto il Vocabolario spagnolo-latino, chiamato anche Dictionarium ex hispaniensi in latinum sermonem, è tuttavia oggetto di discussione.. L'ipotesi più accreditata è che fu scritto nel 1495.
L'opera si dimostra particolarmente moderna perché scevra degli artifici retorici, degli abbellimenti e delle lunghe digressioni dal carattere enciclopedico che caratterizzavano le definizioni dei dizionari precedenti. A caratterizzare il Vocabulario è la sua uniformità, riscontrabile sia nella struttura interna dell'organizzazione delle voci, sia nell'utilizzo delle abbreviazioni e dell'ortografia. Non si tratta, ad ogni modo, di una semplice riproduzione del Dizionario: quest'ultimo, nella sua prima edizione, contava 28 000 voci, mentre il Vocabulario 22 500. Il Vocabolario vide, successivamente, la pubblicazione di molte edizioni, rivedute ed arricchite.

### Altre opere

#### In Cosmographiae libros introductorium(1499)
Il tema dell'opera è l'astronomia, a riprova del fatto che Nebrija si occupò di diversi ambiti di investigazione (oltre alla grammatica).

#### Apologia(1507)
Il testo costituisce la difesa delle idee che Nebrija aveva riguardo alla Biblia políglota complutense.

#### Regole dell'ortografia spagnola(1517)
In quest'opera, Nebrija espone la propria riflessione sui principi dell'ortografia, aggiungendo alcuni commenti a quelli già anteriormente esposti nella Grammatica. L'autore evidenzia come le lettere e i suoni da esse rappresentati sono ereditati in modo diretto dal latino. Il libro, pubblicato nel 1523, venne rieditato solamente nel 1735, grazie a Gregorio Mayans y Siscar (1699 - 1781).

#### Pueriles Introductiones(1518)
Le Pueriles Introductiones  affrontano in particolare due temi: l'ortografia latina e l'alfabeto, specialmente nelle sezioni "De vi ac potestate litterarum" e "In prolatione quarundarum litterarum". Nello specifico, la sezione "De vi ac potestate litterarum" può essere considerata come una sorta di compendio della teoria di Nebrija sull'ortografia latina. Infatti, al suo interno sono presenti correzioni e precisazioni ortografiche specifiche, così come istruzioni riguardo alla pronuncia corretta di ogni lettera dell'alfabeto latino, greco ed ebraico.

#### Artis rhetoricae(1529)
Quest'opera è conosciuta anche come "Artis rhetoricae compendiosa coaptatio, ex Aristotele, Cicerone et Quintiliano".

#### De liberis educandis
Di carattere pedagogico, l'opera tratta dell'educazione dei figli.

### Narrativa (romanzi e fumetti)
- Comotto, Agustín. Nebrija, novela gráfica o cómic, Nórdica Libros, Madrid, febrero 2022. ISBN 978-84-18930-55-3
- García Jambrina, Luis. El manuscrito de niebla, novela, editorial Espasa, Madrid, febrero 2022. ISBN 978-84-670-6357-8
- Díaz Pérez, Eva. El sueño del gramático, novela, Fundación José Manuel Lara, Sevilla, marzo 2022. ISBN 978-84-17453-88-6